# 昆山公園
上海昆山公园是位于中華人民共和國上海市虹口區昆山路、塘沽路一带的公園。

## 歷史
昆山公园原本是一塊水塘。清朝光绪十八年（1892年），公共租界工部局为兴建西童女书院，购得虹口昆山路、文监师路（塘沽路）一处的土地建设校舍。第二年学校建成。而剩餘的空地則用來建造公园並填平水塘。1895年（一說1898年7月19日）公園对外开放，當時命名为昆山儿童公园（一說原本為虹口公園，另於1908年更名為昆山廣場，1937年才更名為昆山廣場兒童公園，另有一種說法公園於1934年更名為昆山公園）。公园內有秋千、跷跷板等设施和器械。公园剛建成時规定幼童必须由成人携带才能進入公園，並且華人不得進入公園。中華民国十九年(1930年)，公園规定每天下午7时至12时，成人可以购票入园。1934年7月20日起，租界內除南陽路兒童公園外所有公園均對華人開放。1937年8月14日，因為淞滬會戰的緣故，公園關閉，直至1940年才重新開放。1945年上半年，日軍在公園修築防空洞和蓄水池，公園遭到破壞。
1950年1月，公園免費對外開放。文革期間，昆山公园由於修築防空洞而被破坏。后来公园的东南部建造虹口图书馆，公园的西南部建造虹口少年宫，其他地方也被挪作他用，公園幾乎消失殆盡。从1980年开始，當局在尚留的一些空地上重建公园，保留昆山公園名稱不變并免费对外开放。
2018年11月，昆山公园二期改扩建工程完工。二期扩建范围西至百官街，东至乍浦路，北至昆山路，南至塘沽路，面积从之前的3024平方米扩大到5339平方米，不设围墙且24小时开放。